# Грубышка
Грубышка — река в России, течёт по территории Лешуконского района и Мезенского района Архангельской области. Устье реки находится в 15 км по правому берегу реки Верхней Урдюги на высоте 50 м над уровнем моря. Длина реки составляет 68 км.

## Данные водного реестра
По данным государственного водного реестра России относится к Двинско-Печорскому бассейновому округу, водохозяйственный участок реки — Мезень от водомерного поста деревни Малонисогорская и до устья. Речной бассейн реки — Мезень.
Код объекта в государственном водном реестре — 03030000212103000049422.